# Manuel de Quesada y Loynaz
Manuel de Quesada y Loynaz (Puerto del Príncipe, Cuba, 29 de marzo de 1833-San José, Costa Rica, 29 de enero de 1884), fue un militar mambí de origen cubano.

## Biografía
Nació el 29 de marzo de 1833 en la ciudad de Puerto Príncipe, provincia de Camagüey, ciudad en la que su niñez transcurrió tranquilamente.

### Servicio en el Ejército Mexicano
Muy joven, durante el pronunciamiento de Joaquín de Agüero en 1851, tuvo la necesidad de huir para permanecer oculto hacia los Estados Unidos luego de algún tiempo conoció a algunos mexicanos en Nueva Orleans, que tenían la misión de comprar armas, con quienes pasó a México, atraído por las noticias que aquellos le contaran sobre que se estaba desarrollando una guerra civil entre los liberales y los conservadores, la ahora llamada como guerra de Reforma. 
Siendo los compradores de armas del bando liberal de Quesada sería aceptado en sus filas, destacándose en los combates por su decisión y arrojo, con lo que «el Cubano» llegaría a alcanzar el grado de general de división, lo que le llevó a seguir participando en el conflicto cuando se instauró el Imperio bajo el mando del emperador Maximiliano combatiendo a los imperialistas, esta fase de la historia de México es conocida como la segunda intervención francesa en México. 
En este sentido dirigió la primera batalla contra los franceses en la Rinconada, cercano al estado de Veracruz. Su hermano, Rafael de Quesada y Loynaz, que se le uniera a invitación suya también destacó llegando a ser coronel del Ejército Mexicano o Ejército Liberal o Republicano sirviendo en las fuerzas de escolta del presidente de la República Benito Juárez, junto con el general de brigada León Tamayo Viedma.
Habiendo llegado a Saltillo, Coahuila, Manuel de Quesada junto con el coronel Longino Garibay, el 13 de junio de 1864, al descender de la diligencia en que viajaba, para unirse al presidente Benito Juárez, se percató de que le había sido robado su equipaje, por lo que interpuso una queja ante el alcalde, sin que lograra recuperarlo, Juárez lo tenía en alta estima dado que su yerno también era de origen cubano.

### Guerra de los Diez Años
Posteriormente abandonó México en 1867, dirigiéndose a los Estados Unidos donde se entera de la conspiración de los cubanos en favor de la libertad acogiendo la idea de partir hacia su tierra natal para participar en la guerra también. Llega por fin a Cuba, por el territorio de Nuevitas con disposición para el combate si era necesario, pero luego de una entrevista que sostuvo con el comisionado enviado por Napoleón Arango, jefe de la conspiración en Camagüey, regresa a Nueva York, donde en octubre del 1868, es sorprendido por la noticia del comienzo de la revolución en Cuba y parte, sin más demora en una expedición desembarcando en Guanaja, territorio de Camagüey. 
Entre los expedicionarios se encontraban Antonio Zambrana, Manuel Sanguily, Julio Sanguily, Luis Victoriano Betancourt, Luis Ayestarán, Pérez Trujillo, José Payán y muchos otros que más tarde fueron grandes figuras de la guerra. Un combate contra los españoles dio al traste con el desembarco, demostrando valor y habilidad militar y reafirmando ante sus hombres, el prestigio que le precedía. A partir de ese combate el general Quesada, en su condición de insustituible y por recomendación de sus compañeros, cuidó su vida y dejó de exponerse al peligro.
Al constituirse la República el 10 de abril de 1869, fue elegido general en jefe del ejército por decisión unánime de la Cámara de Representantes. Tiempo después vuelve para Nueva York, luego de presentar dificultades con la Cámara y haber forjado planes para erigirse en dictador, ciudad en la que permanece varios años en medio de cubanos emigrados que discordaban entre sí y prestando todos los servicios que podía a la causa de su patria.

### Últimos años y muerte
Dado que no le fue posible volver a Cuba luego de viajar por las Repúblicas de América en busca de apoyo a la revolución existente en su patria junto a Antonio Zambrana, se marcha hacia Costa Rica, donde pasó el resto de sus días. Murió en enero de 1884 en San José, Costa Rica, donde descansan sus restos.